# Hệ thống đánh giá CAMEL
Hệ thống đánh giá CAMEL là hệ thống đánh giá tình trạng vững mạnh của các tổ chức tài chính. Việc đánh giá dựa trên 5 tiêu chí: vốn, chất lượng tài sản, quản lý, doanh thu và mức thanh khoản của tổ chức tài chính. CAMEL chính là viết tắt từ chữ cái đầu của các chữ tiếng Anh Capital, Asset quality, Management, Earnings, và Liquidity của 5 tiêu chí trên.
Hệ thống đánh giá CAMEL do Cục Quản lý các tổ hợp tín dụng Hoa Kỳ (National Credit Union Administration - NCUA) xây dựng, song không chỉ có Hoa Kỳ mà còn có nhiều nước trên thế giới áp dụng. Sau khủng hoảng kinh tế châu Á 1997, hệ thống đánh giá CAMEL được Quỹ Tiền tệ Quốc tế và Nhóm Ngân hàng Thế giới khuyến nghị áp dụng ở các nước bị khủng hoảng như một trong các biện pháp để tái thiết khu vực tài chính.